# Karen Itzayana Gómez Torres
Karen Itzayana Gómez Torres (La Paz, Estado de México,1 de agosto de 2001), conocida simplemente como Karen Itzayana, es una futbolista mexicana que juega como defensa en el Club León Femenil de la Liga MX Femenil y en la selección femenina de futbol sub-17 de México.

## Trayectoria
Debutó en la Liga Femenil MX, el 11 de agosto de 2017 en el partido Pachuca vs Club Tijuana.

## Selección nacional
Fue convocada a la selección femenina de futbol sub-17 de México para jugar en la Copa Mundial Femenina de Fútbol Sub-17 de 2018.

### Participaciones en Copas del Mundo
| Mundial                                        | Sede    | Resultado                       | Partidos | Goles |
| ---------------------------------------------- | ------- | ------------------------------- | -------- | ----- |
| Copa Mundial Femenina de Fútbol Sub-17 de 2018 | Uruguay | Primera fase; Octavos de final; | 3        | 0     |